# He's a Rebel
He's a Rebel är en poplåt av The Crystals. En inspelning gjord av The Blossoms nådde plats 1 på Billboard Hot 100-listan i november 1962. Låten är skriven av Gene Pitney och producerad av Phil Spector. Den är ett exempel på det Girl group sound som producerades av Spector.
Under 2004 rankades låten som # 263 på The 500 Greatest Albums of All Time.